# Villares de Yeltes
Villares de Yeltes ist eine westspanische Gemeinde (municipio) in der Provinz Salamanca in der Autonomen Gemeinschaft Kastilien-León. 2024 hatte die Gemeinde 96 Einwohner. Zur Gemeinde gehören neben dem Hauptort Villares die Ortschaft Pedro Álvaro und den Weiler um den früheren Bahnhof La Estación.

## Lage
Villares de Yeltes liegt etwa 78 Kilometer westnordwestlich von Salamanca in einer Höhe von ca. 730 m. Der Río Huebra begrenzt die Gemeinde im Norden.
Das Klima ist mäßig. Es fällt Regen in einer mittleren Menge (ca. 625 mm/Jahr).

## Bevölkerungsentwicklung
| Jahr      | 1900 | 1950 | 1960 | 1970 | 1981 | 1991 | 2001 | 2011 | 2021 |
| Einwohner | 547  | 593  | 557  | 373  | 206  | 193  | 166  | 137  | 111  |

## Sehenswürdigkeiten
- Reste der früheren Burgbefestigung (Castillo El Espolón)
- Thomaskirche (Iglesia de Santo Tomás)

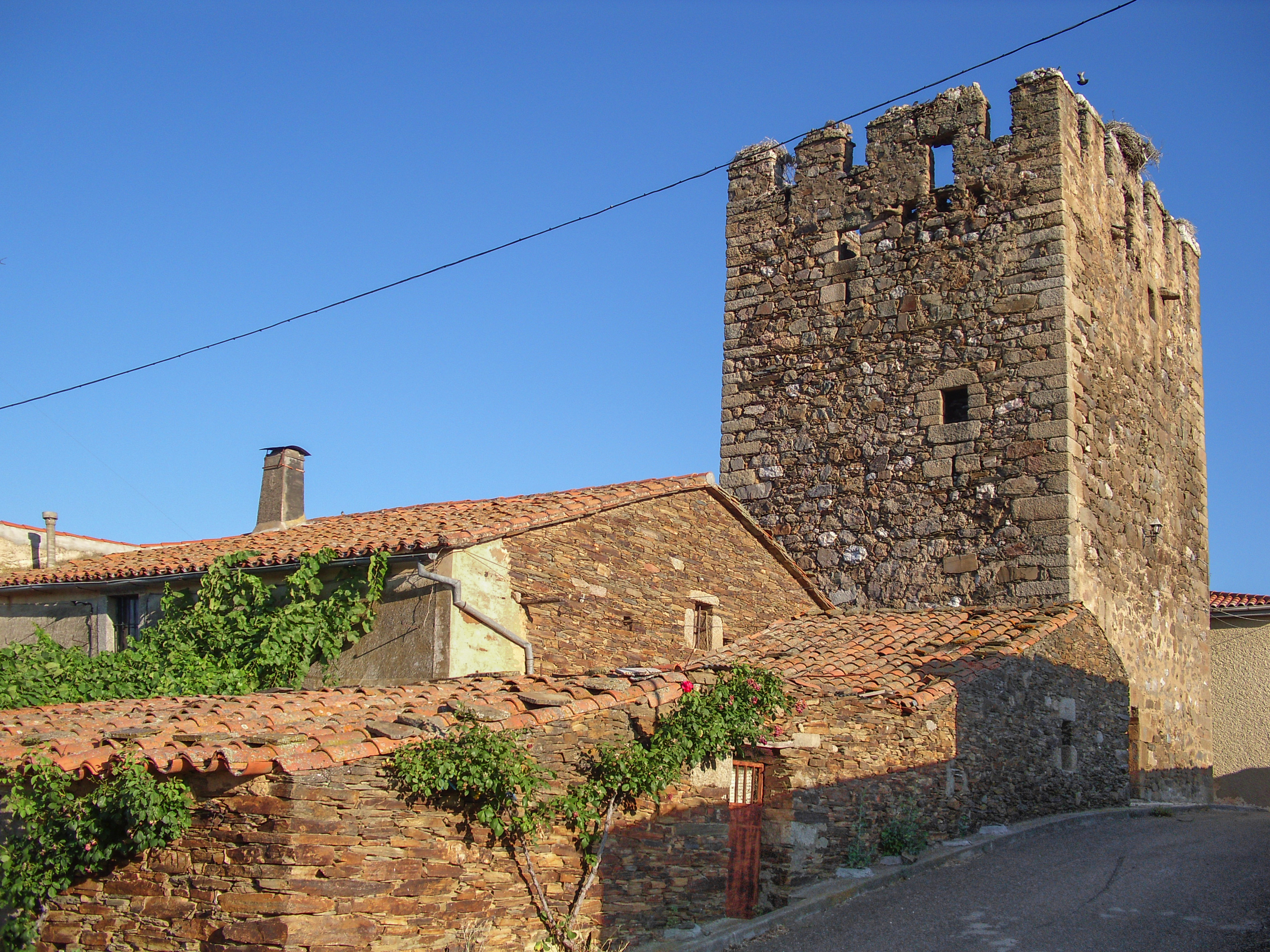
Alte Burgbefestigung